# Porto Mauá
Porto Mauá este un oraș în Rio Grande do Sul (RS), Brazilia.